# Son’a

Ruafo

A Son’a egy rejtélyes népcsoport a Star Trek univerzumban. A Domínium tagjai/szövetségesei.
Több fajból álló civilizáció, a vezető humanoid népcsoport 2325 környékén leigázott és szolgálatába állított két-három másik, a technológiai fejlődés primitív szintjén álló humanoid fajt (ismertek a Tarlacok és az Elorák közülük). Vezetőik kinézete elvileg teljesen megegyezik az emberekével, azonban testük öregedését és néhány öröklött betegség előrehaladását mesterséges kúrákkal próbálnak késleltetni. Mindezek elváltozásokat okoznak a bőrükön, jellegzetes ráncokat kialakítva. Az alárendelt Son’a munkások viszont humanoidok, de nem emberszerűek.
Eredetük a homályba vész, annyit tudunk, hogy őseik egy pusztító globális háborút vívtak szülőbolygójukon nukleáris- és vegyi fegyverekkel. A háború maroknyi túlélője sebesülten és betegen hagyta el a bolygót, és letelepedtek a Ba’ku bolygón, melynek metafázisos sugárzása meggyógyította és megfiatalította haldokló testüket. A Ba’ku-lakók odahagyták technológiájukat, és egy békés, nyugalmas életmódot vettek fel. Néhányan azonban nem értettek egyet ezzel az életformával, és csillaghajóikkal elhagyták a Ba’kut. Ők lettek a Son’a. A metafázisos sugárzás megszűntével testük azonban ismét öregedni kezdett, és betegségek is megtámadták őket, testük eltorzult.
A Son’a célja a metafázisos sugárzás megszerzése volt. Kifejlesztettek egy eszközt, mellyel kivonhatták a sugárzó részecskéket a Ba’kut övező planetáris gyűrűből, ám a folyamat lakhatatlanná tette volna a bolygót. A Son’a így felbérelte a korrupt Doughtrey admirálist, a Csillagflotta egyik legmagasabb rangú tisztjét, hogy békésen vagy erőszakkal telepítsék át a Ba’ku lakóit egy másik bolygóra. A tervet Jean-Luc Picard kapitány, valamint az Enterprise-E főtisztjei akadályozták meg, szembeszegülve felettesük, Doughtrey admirális parancsaival. A Son’a kudarcot vallott és visszatértek a Ba’kura, ahol bűnbocsánatban részesültek. 
Feltételezhető, hogy a Ba’ku-lakók és a Son’a ismét egy nép lesz, valamint hogy a bolygó metafázisos sugárzása újfent meggyógyítja és megfiatalítja a Son’a tagjait.